# 母馬大噠叻

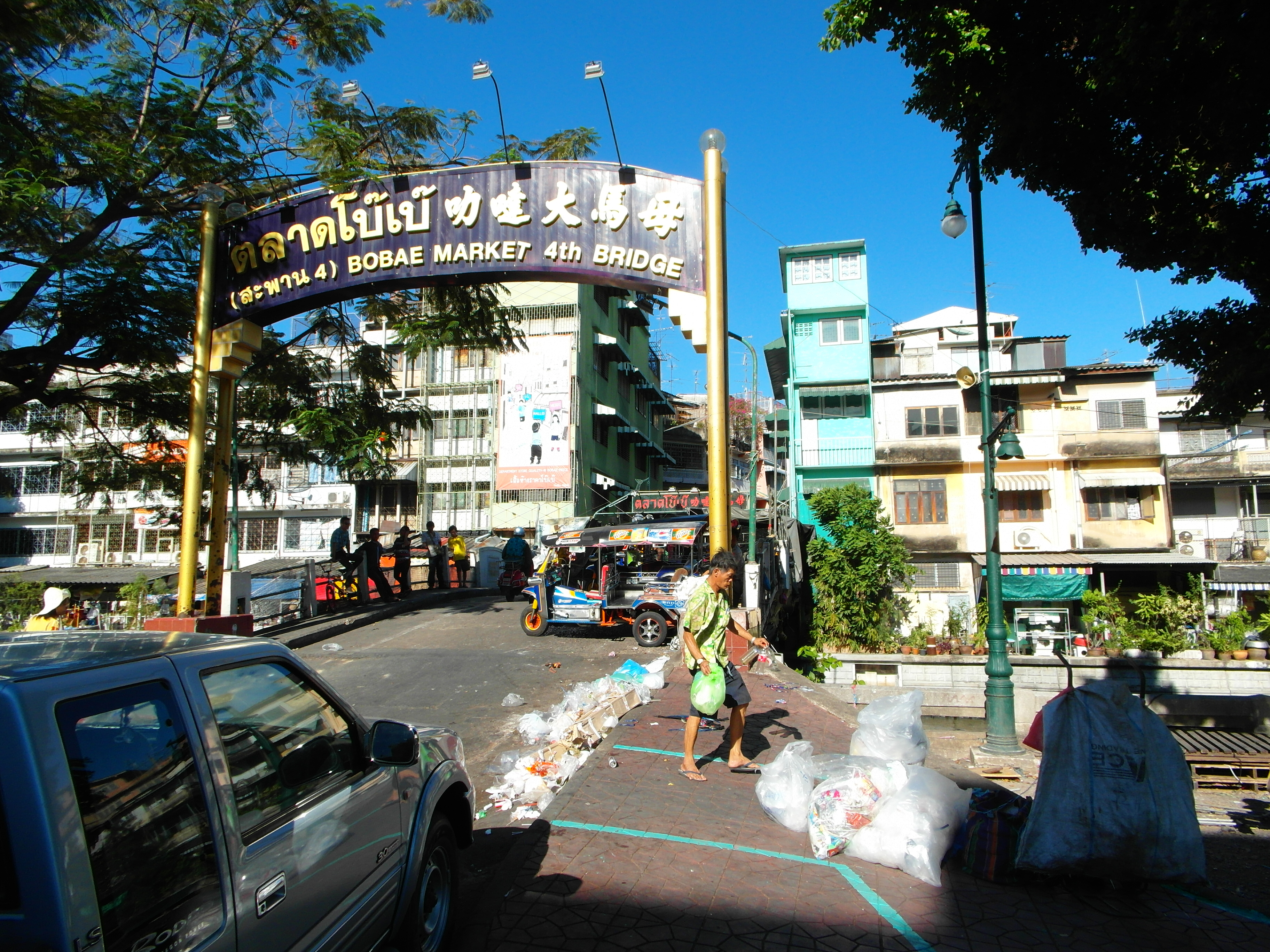
母马大哒叻招牌

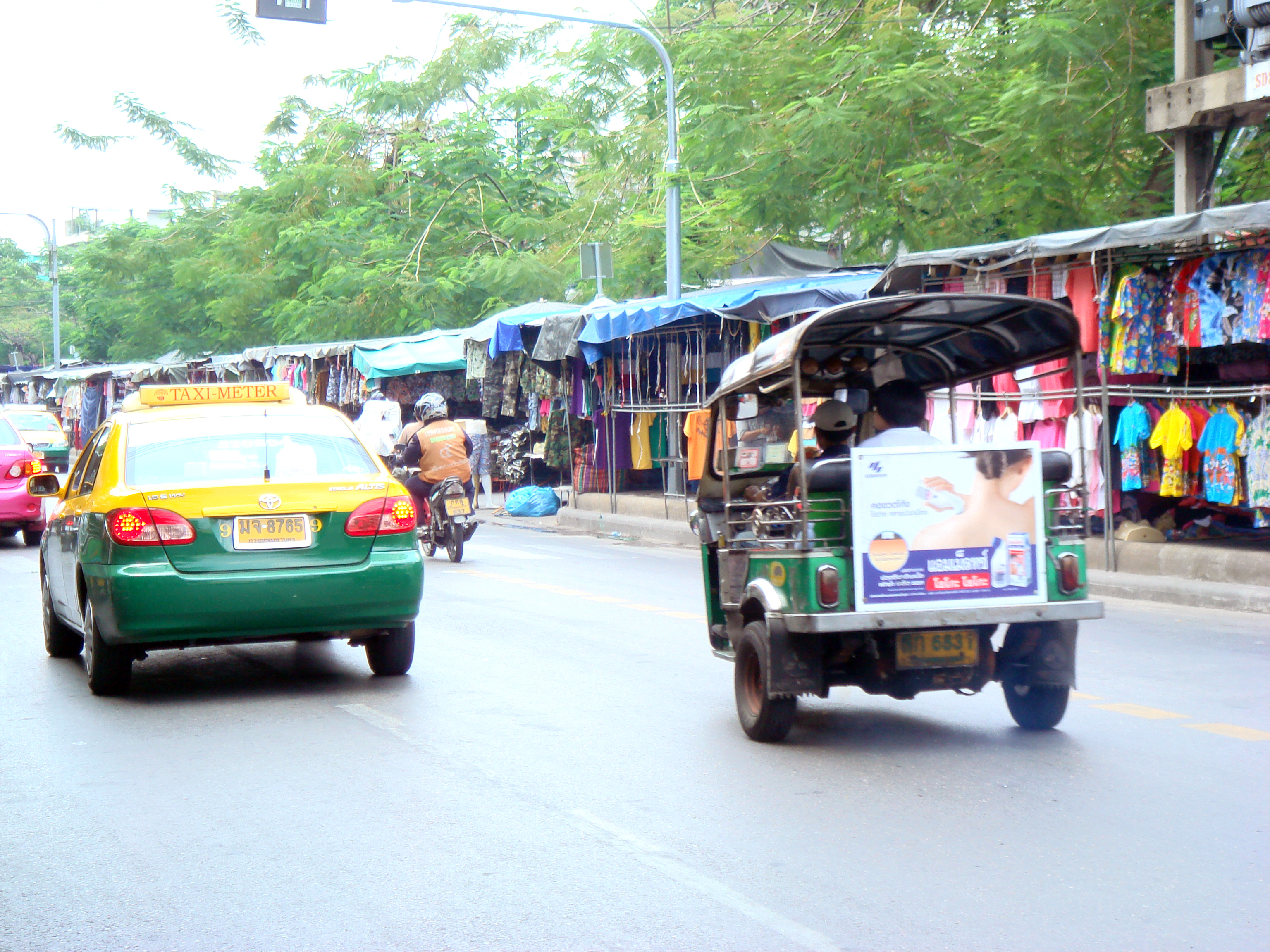
沿路商铺

母馬大噠叻（泰語： 發音：[tālàːt bóːbéː]，皇家轉寫：Talat Bobe），又稱寶馬市場、波貝市場，是泰國曼谷邦巴沙都拍县的成衣市場，兼營零售和批發。母马大哒叻位于帕东功甲森运河西岸的功甲森路，甲沙色路口和差杜拉帕朗沙里桥之间的区域。昼间开放时间为早晨6时至傍晚18时；日落之后是夜市，常较昼间更为繁忙。区内建有商业大厦宝马成衣中心（ Bobe Thaowoe；）。

## 历史
母马大哒叻於1927年由华商设立，“哒叻”是泰语“市场”（ตลาด）一词的音译。最初华商在此售卖椰子水、茶叶、咖啡等物产，在二战期间转为售卖成衣，大多是战争期间战死士兵和平民遗留下的衣物。

## 交通
搭乘曼谷大众运输机构的37路、53路、556路巴士可达。亦可乘空盛桑運河快船西线，至母马大哒叻码头（WO3）可达 。

## 图册

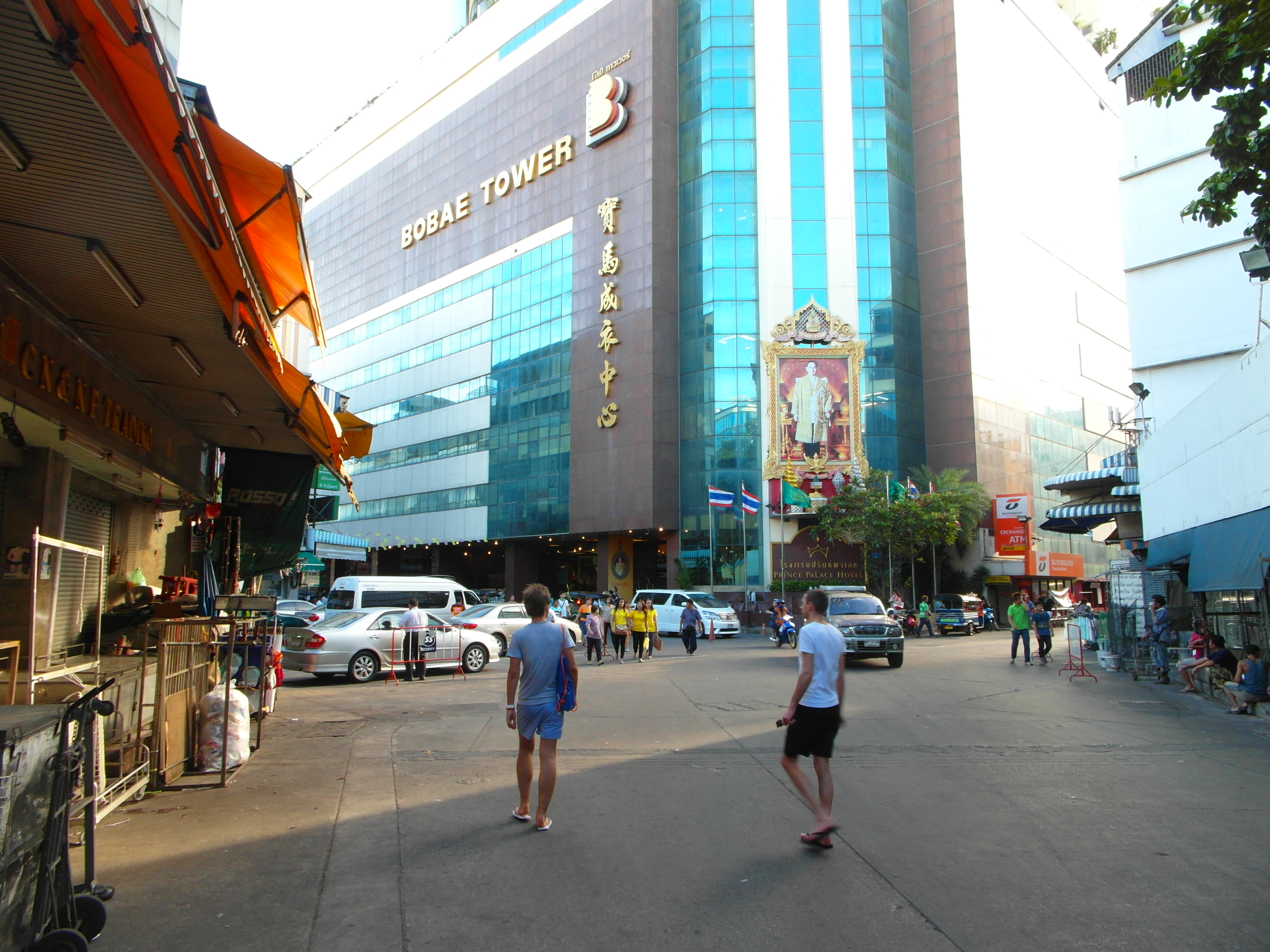
宝马成衣中心
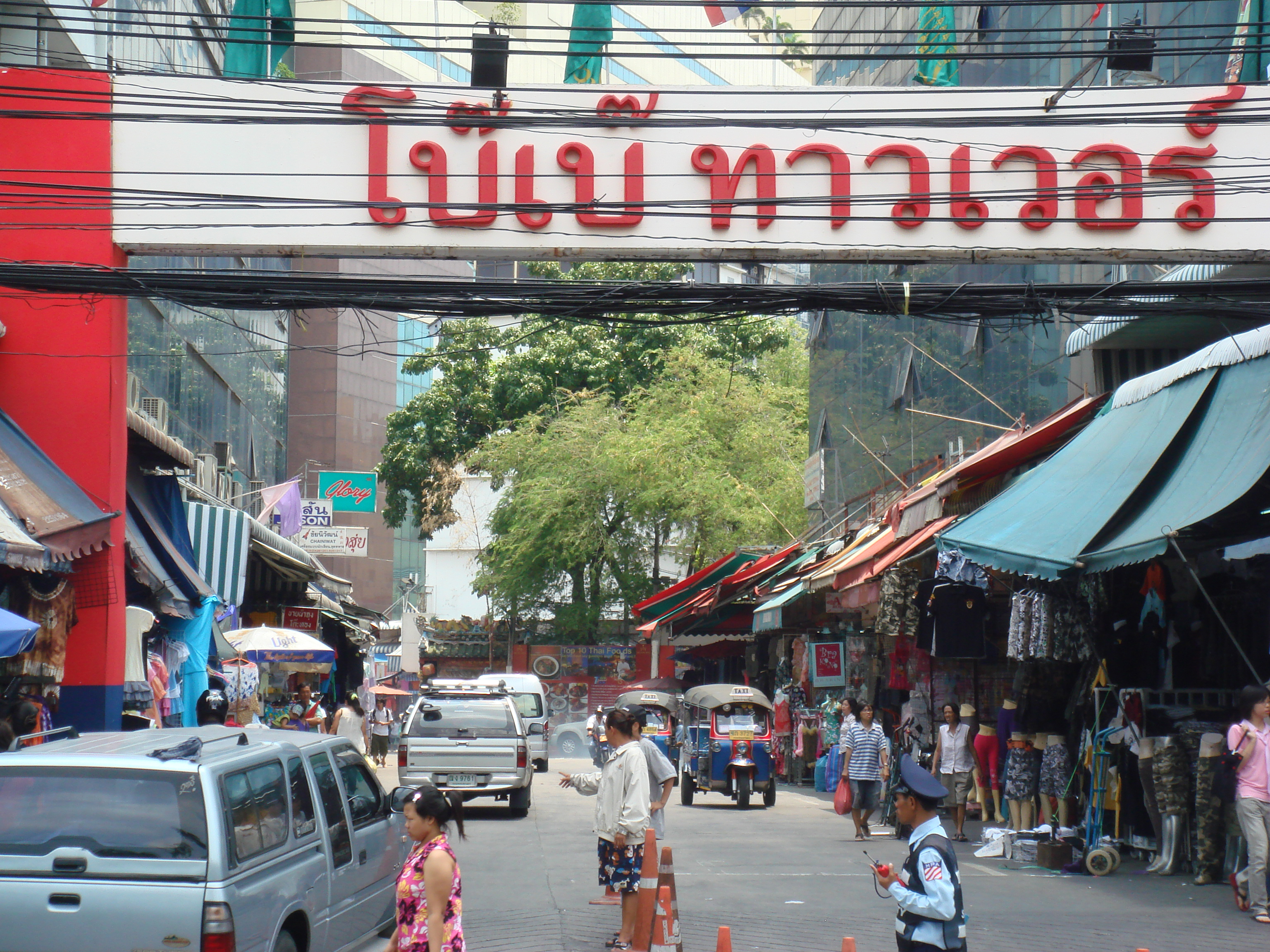
宝马成衣中心入口
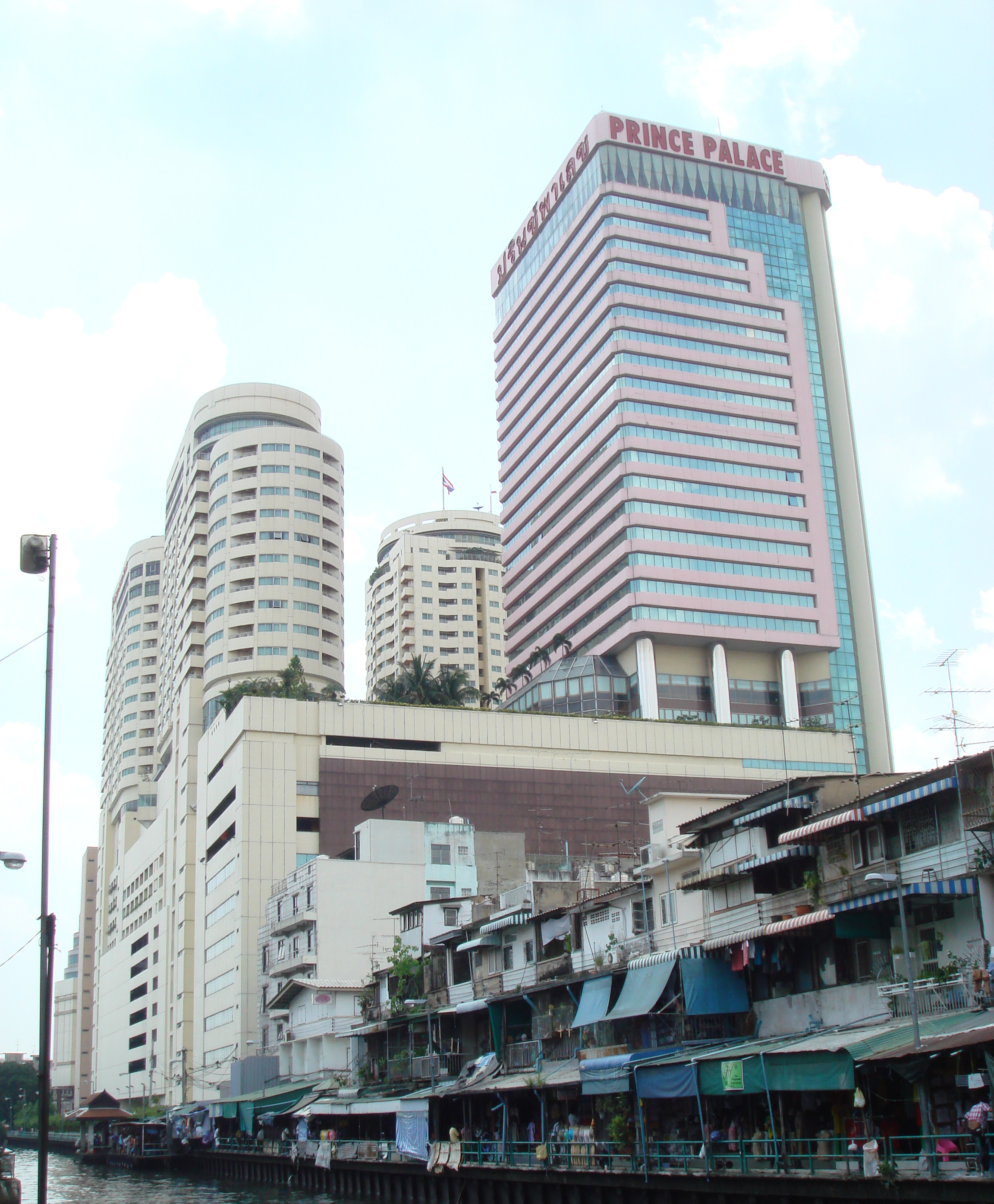
宝马成衣中心和王子宫殿酒店（Prince Palace Hotel）